# Mel Thomas
Melanie Eileen Thomas, detta Mel (Cincinnati, 26 agosto 1985), è un'ex cestista statunitense, professionista nella WNBA.

## Carriera
Con gli Stati Uniti ha disputato i Giochi panamericani di Rio de Janeiro 2007.